# مندکسا
مندکسا (به اسپانیایی: Mendeja) یک دهستان در اسپانیا است که در Lea-Artibai واقع شده‌است. مندکسا ۶٫۹۱ کیلومتر مربع مساحت و ۴۳۷ نفر جمعیت دارد و ۱۷۳ متر بالاتر از سطح دریا واقع شده‌است.